# Rhynchoribates montanus
Rhynchoribates montanus är en kvalsterart som beskrevs av Balogh 1962. Rhynchoribates montanus ingår i släktet Rhynchoribates och familjen Rhynchoribatidae. Inga underarter finns listade i Catalogue of Life.